# Szilárdy István
Szilárdy István (Budapest, 1949. április 22. – Békéscsaba, 1978. november 26.) magyar színész.

## Életpályája
Színészi  pályáját Kecskeméten gyermekszínészként kezdte. Filmgyári világosító volt, majd Kecskeméten lett segédszínész. 1973-ban végezte el a Színház- és Filmművészeti Főiskolát. 1973 és 1976 között a kecskeméti Katona József Színház, majd 1976 és 1978 között a debreceni Csokonai Színház tagja volt. 1978-ban Békéscsabára szerződött a Békés Megyei Jókai Színházhoz. Több magyar filmben is szerepelt. Baleset következtében hunyt el.

## Főbb szerepei

### Színházi szerepeiből
- Patroclous (Shakespeare: Troilus és Cressida)
- Lenszkij (Puskin-Görgey: Anyegin)
- Ector (Száraz György: Az élet vize)
- Walditauten (Kleist: Heilbronni Katica)
- Faulconbridge Robert (Shakespeare: János király)
- Béres (Shakespeare: Téli rege)
- Fedotyik (Csehov: Három nővér)

### Filmszerepei
- Prés (rendezte Maár Gyula, 1971)
- Még kér a nép (1972)
- A magyar ugaron (1973)
- Lázadók (1973)
- Egy srác fehér lovon (1973)
- Egy kis hely a nap alatt (1973)
- Makra (1974)
- Kopjások (1975)